# Cal Crutchlow
Cal Crutchlow (Coventry, 29 ottobre 1985) è un pilota motociclistico britannico, collaudatore Yamaha dal 2021.
Campione britannico Supersport nel 2006, e campione mondiale Supersport nel 2009.

## Carriera
Inizia a gareggiare a livello agonistico nel 1999 vincendo il campionato britannico junior Challenge, nel 2000 passa al Challenge Aprilia RS 125, categoria che vince l'anno successivo. Nel 2002 è quarto nel campionato junior Superstock, mentre nel 2003 è secondo nella Yamaha R6 Cup. Nel 2004 lascia i trofei minori iniziando la sua carriera nelle competizioni riservate alle moto derivate dalla serie, partecipando al campionato britannico Supersport, conclude decimo nella classifica generale la sua prima stagione.
Nel 2005, confermato nel campionato britannico Supersport con la Honda CBR 600RR del team Northpoint Ekerold Honda, progredisce ulteriormente nei riscontri dell'anno prima classificandosi terzo nella graduatoria piloti. Nello stesso anno prende parte al mondiale Supersport come wildcard ai due gran premi che si tengono in Gran Bretagna, con la stessa moto e lo stesso team con cui corre in ambito nazionale. Si ritira nella prima gara a Silverstone e si posiziona decimo nella seconda a Brands Hatch, ottiene sei punti ed il ventisettesimo posto in campionato.
Nel 2006 partecipa per il terzo anno consecutivo al campionato Supersport del Regno Unito sempre con la CBR 600RR del team Northpoint Ekerold Honda. Vince il campionato con 242 punti ottiene 6 vittorie ed anche 11 podi, staccando di 70 punti il suo principale rivale Sykes. Sempre in questa stagione prende parte al gran premio di Gran Bretagna sul circuito di Brands Hatch come wildcard nel mondiale Supersport, termina quinto la gara posizionandosi ventinovesimo nella graduatoria mondiale con 11 punti.
Nel 2007, visto il successo dell'annata precedente, cambia categoria esordendo nel campionato britannico Superbike con la Suzuki GSX-R1000 del team Rizla Suzuki. Si piazza nono nella classifica generale con 152 punti realizzando anche il suo primo ed unico podio in stagione nell'ultima prova del campionato. Nel 2008 è ancora nel campionato britannico Superbike ma cambia moto trasferendosi al team HM Plant Honda con una Honda CBR1000RR. Migliora le prestazioni dell'anno precedente, facendo segnare dodici posizionamenti a podio e vincendo anche due gare, risultati che gli consentono di chiudere terzo nella classifica generale con 318 punti. Nella medesima annata ottiene due wildcard per partecipare nel mondiale Superbike ai gran premi di Gran Bretagna a Donington ed in Portogallo a Portimao, in quattro gare ottiene un podio come miglior risultato chiudendo 23º in classifica con 27 punti. Per la prima volta nella sua carriera compete anche alla 8 Ore di Suzuka con la CBR 1000RR del team Moriwaki Motul Racing dividendo la moto con Tatsuya Yamaguchi e con Jason O'Halloran, concludono sesti a sei giri dai vincitori.
Il 2009 segna l'esordio del pilota inglese in una competizione mondiale come pilota titolare, infatti è iscritto in pianta stabile al mondiale Supersport con una Yamaha YZF R6 del team Yamaha World Supersport. Anche da pilota esordiente non trova difficoltà di adattamento alla competizione, vincendo il campionato piloti con 243 punti (solo 7 punti in più di Eugene Laverty sulla Honda CBR600RR del team Parkalgar Honda), realizzando in 14 gare: 10 pole position, 5 vittorie, 10 posizionamenti a podio ed anche 9 giri veloci in gara.
Nel 2010 si sposta nel campionato mondiale Superbike portando in pista la Yamaha YZF R1 del team ufficiale Yamaha Sterilgarda. Anche in questo caso Crutchlow da esordiente non mostra nessun timore reverenziale, è protagonista di un'ottima stagione caratterizzata da tre vittorie, sei pole position e 10 podi totali, posizionandosi quinto in campionato con 284 punti.

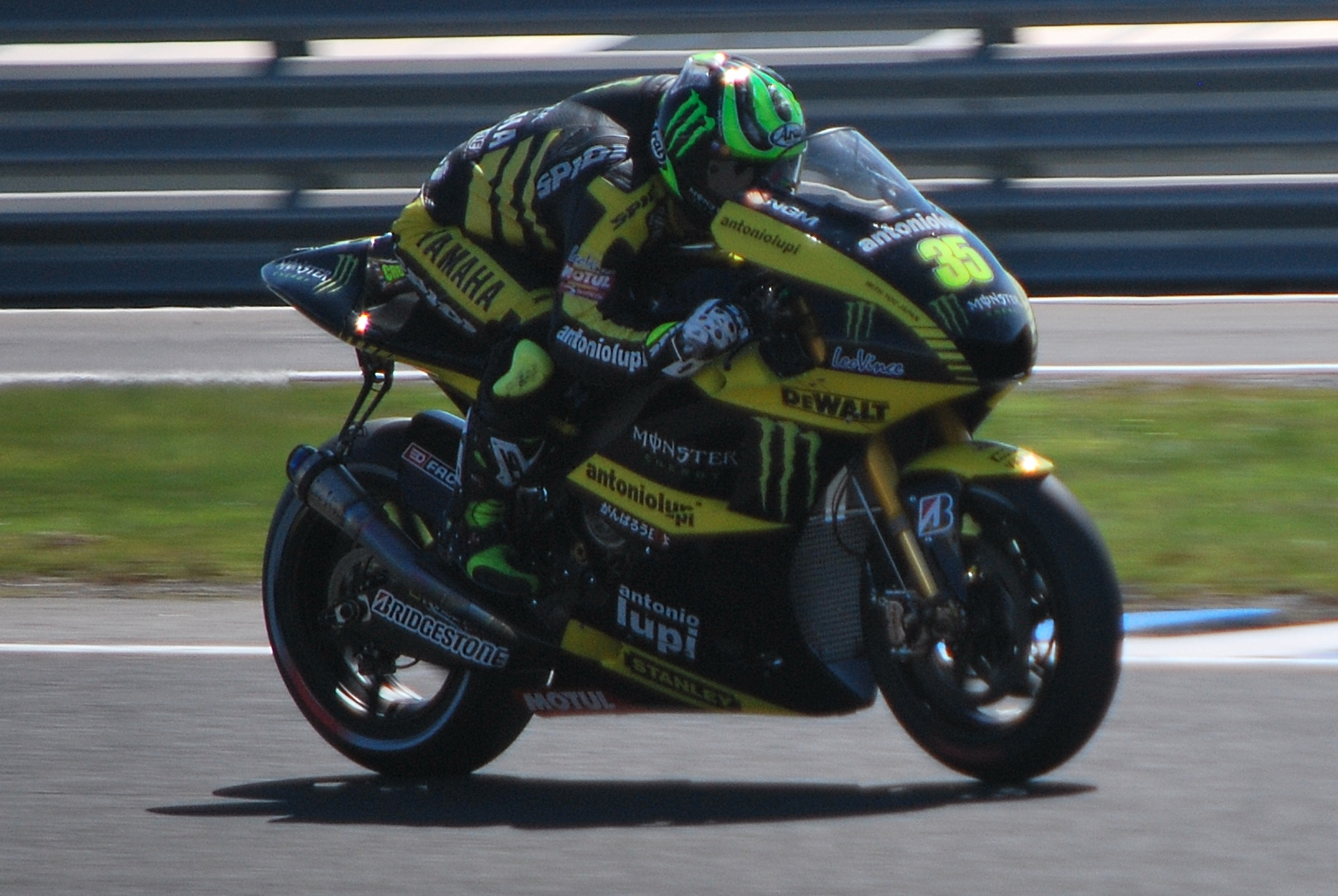
Crutchlow nel 2011.

Nel 2011 lascia le competizioni per moto derivate dalla serie, passando a correre in MotoGP con la Yamaha YZR-M1 del team Monster Yamaha Tech 3, il compagno di squadra è Colin Edwards. Ottiene come miglior risultato un quarto posto in Comunità Valenciana e termina la stagione al 12º posto con 70 punti. In questa stagione è costretto a saltare il Gran Premio di Gran Bretagna per la frattura della clavicola sinistra rimediata nelle qualifiche del GP.
Nel 2012 rimane nello stesso team, con compagno di squadra Andrea Dovizioso. Ottiene un terzo posto in Repubblica Ceca, guadagnandosi così il primo podio nella MotoGP. Giunge terzo anche in Australia. Termina la stagione al 7º posto con 151 punti. Nel 2013 rimane nello stesso team, con compagno di squadra Bradley Smith. Ottiene un secondo posto in Francia e un terzo posto in Italia. Ottiene la sua prima pole position in MotoGP nelle qualifiche in Olanda; in gara finisce terzo. In Germania giunge secondo. Ottiene la pole position in Repubblica Ceca. Termina la stagione al 5º posto con 188 punti.
Nel 2014 passa alla Ducati e in Qatar finisce 6º dietro al compagno Andrea Dovizioso. Ottiene un terzo posto in Aragona e termina la stagione al 13º posto con 74 punti. In questa stagione è costretto a saltare il Gran Premio d'Argentina a causa di una microfrattura al mignolo della mano sinistra rimediata nel precedente GP delle Americhe. Nel 2015 passa al team CWM LCR Honda, alla guida di una Honda RC213V; il compagno di squadra è Jack Miller. Ottiene un terzo posto in Argentina. Chiude la stagione all'ottavo posto in classifica con 125 punti.
Nel 2016 rimane nello stesso team, questa volta senza un compagno di squadra. Ottiene un secondo posto in Germania. In occasione del Gran Premio della Repubblica Ceca ottiene la sua prima vittoria in MotoGP, che coincide anche con la prima vittoria di un pilota britannico in questa classe. In Gran Bretagna giunge secondo dopo essere partito dalla pole position. Vince anche il Gran Premio d'Australia. Conclude la stagione al 7º posto con 141 punti. Nel 2017 inizia la terza stagione consecutiva come pilota titolare del Team LCR in MotoGP, alla guida di una Honda RC213V. In Qatar cade ed è costretto al ritiro mentre in Argentina arriva il suo primo podio annuale arrivando 3º dietro a Maverick Viñales e Valentino Rossi. Termina la stagione al 9º posto con 112 punti. Nel 2018 corre nello stesso team, con compagno di squadra Takaaki Nakagami. Vince la sua terza gara in Argentina ed ottiene una pole position in Spagna. Giunge terzo nel Gran Premio di San Marino. In Giappone giunge secondo. Conclude la stagione al 7º posto con 148 punti. In questa stagione è costretto a saltare i Gran Premi d'Australia, Malesia e Comunità Valenciana per la frattura della tibia destra rimediata nelle prove libere del GP d'Australia. In occasione delle gare a Sepang e Valencia, il suo posto in squadra viene preso dal tedesco Stefan Bradl.
Nel 2019 rimane nello stesso team. Giunge terzo in Qatar e Germania e secondo in Australia e chiude la stagione al 9º posto con 133 punti. Nel 2020 rimane nello stesso team. Ottiene come miglior risultato un ottavo posto in Aragona e termina la stagione al 18º posto con 32 punti. In questa stagione è costretto a saltare il Gran Premio di Spagna a causa di un trauma al collo rimediato nel warm up del GP. Nello stesso frangente ha rimediato anche una frattura allo scafoide destro che ha portato, dopo le gare successive, a una sindrome compartimentale che lo ha costretto a saltare i Gran Premi di San Marino ed Emilia Romagna. Si ritirò dalle competizioni al termine della stagione 2020.
Il 13 novembre 2020, venne ufficializzata la firma di Crutchlow come collaudatore Yamaha a partire dalla stagione 2021.
Nel 2021 corre con la Yamaha del team SIC Racing nei Gran Premi di Stiria e Austria in sostituzione dell'infortunato Franco Morbidelli e in Gran Bretagna e Aragona con il team ufficiale dopo l'uscita di Maverick Viñales, senza ottenere punti. Nel 2022 è chiamato a disputare le ultime sei gare della MotoGP in sostituzione di Andrea Dovizioso ritiratosi a Misano. Raccoglie dieci punti che gli consentono di classificarsi al venticinquesimo posto. Nel 2023 disputa il Gran Premio del Giappone, in qualità di pilota wild card, col Yamalube RS4GP Racing Team ottenendo tre punti.

## Risultati in gara

### Campionato mondiale Supersport
| 2005 | Moto  |  |  |  |  |     |  |  |    |  |  |  |  |  |  | Punti | Pos. |
| ---- | ----- |  |  |  |  | --- |  |  | -- |  |  |  |  |  |  | ----- | ---- |
| 2005 | Honda |  |  |  |  | Rit |  |  | 10 |  |  |  |  |  |  | 6     | 27º  |

| 2006 | Moto  |  |  |  |  |  |  |  |   |  |  |  |  |  |  | Punti | Pos. |
| ---- | ----- |  |  |  |  |  |  |  | - |  |  |  |  |  |  | ----- | ---- |
| 2006 | Honda |  |  |  |  |  |  |  | 5 |  |  |  |  |  |  | 11    | 29º  |

| 2009 | Moto   |   |   |   |   |   |   |   |   |   |     |   |     |   |   | Punti | Pos. |
| ---- | ------ | - | - | - | - | - | - | - | - | - | --- | - | --- | - | - | ----- | ---- |
| 2009 | Yamaha | 4 | 3 | 1 | 2 | 1 | 2 | 3 | 1 | 1 | Rit | 1 | Rit | 2 | 4 | 243   | 1º   |

| Legenda | 1º posto        | 2º posto            | 3º posto           | A punti      | Senza punti        | Grassetto – Pole position Corsivo – Giro più veloce |
| Legenda | Gara non valida | Non qual./Non part. | Ritirato/Non class | Squalificato | '-' Dato non disp. | Grassetto – Pole position Corsivo – Giro più veloce |

### Campionato mondiale Superbike
| 2008 | Moto  |  |  |  |  |  |  |  |  |  |  |  |  |  |  |  |  |  |  |  |  |     |   |  |  |  |  |     |   | Punti | Pos. |
| ---- | ----- |  |  |  |  |  |  |  |  |  |  |  |  |  |  |  |  |  |  |  |  | --- | - |  |  |  |  | --- | - | ----- | ---- |
| 2008 | Honda |  |  |  |  |  |  |  |  |  |  |  |  |  |  |  |  |  |  |  |  | Rit | 2 |  |  |  |  | Rit | 9 | 27    | 23º  |

| 2010 | Moto   |     |   |    |   |   |   |   |     |   |     |   |   |    |   |     |   |   |    |   |   |   |   |    |   |   |   |  |  | Punti | Pos. |
| ---- | ------ | --- | - | -- | - | - | - | - | --- | - | --- | - | - | -- | - | --- | - | - | -- | - | - | - | - | -- | - | - | - |  |  | ----- | ---- |
| 2010 | Yamaha | Rit | 9 | 14 | 3 | 7 | 9 | 8 | Rit | 3 | Rit | 8 | 4 | 11 | 3 | Rit | 4 | 3 | 14 | 1 | 1 | 3 | 4 | 10 | 3 | 1 | 2 |  |  | 284   | 5º   |

| Legenda | 1º posto        | 2º posto            | 3º posto           | A punti      | Senza punti        | Grassetto – Pole position Corsivo – Giro più veloce |
| Legenda | Gara non valida | Non qual./Non part. | Ritirato/Non class | Squalificato | '-' Dato non disp. | Grassetto – Pole position Corsivo – Giro più veloce |

### Motomondiale
| 2011 | Classe | Moto   |    |   |   |     |   |    |    |     |    |     |     |    |    |   |    |     |    |   |  |  |  |  | Punti | Pos. |
| ---- | ------ | ------ | -- | - | - | --- | - | -- | -- | --- | -- | --- | --- | -- | -- | - | -- | --- | -- | - |  |  |  |  | ----- | ---- |
| 2011 | MotoGP | Yamaha | 11 | 8 | 8 | Rit | 7 | NP | 14 | Rit | 14 | Rit | Rit | 11 | 10 | 9 | 11 | Rit | AN | 4 |  |  |  |  | 70    | 12º  |

| 2012 | Classe | Moto   |   |   |   |   |   |   |   |   |   |   |     |   |     |   |     |     |   |     |  |  |  |  | Punti | Pos. |
| ---- | ------ | ------ | - | - | - | - | - | - | - | - | - | - | --- | - | --- | - | --- | --- | - | --- |  |  |  |  | ----- | ---- |
| 2012 | MotoGP | Yamaha | 4 | 4 | 5 | 8 | 5 | 6 | 5 | 8 | 6 | 5 | Rit | 3 | Rit | 4 | Rit | Rit | 3 | Rit |  |  |  |  | 151   | 7º   |

| 2013 | Classe | Moto   |   |   |   |   |   |     |   |   |   |   |    |   |   |   |   |   |   |     |  |  |  |  | Punti | Pos. |
| ---- | ------ | ------ | - | - | - | - | - | --- | - | - | - | - | -- | - | - | - | - | - | - | --- |  |  |  |  | ----- | ---- |
| 2013 | MotoGP | Yamaha | 5 | 4 | 5 | 2 | 3 | Rit | 3 | 2 | 7 | 5 | 17 | 7 | 6 | 6 | 6 | 4 | 7 | Rit |  |  |  |  | 188   | 5º   |

| 2014 | Classe | Moto   |   |     |     |     |    |     |     |   |    |   |     |    |   |   |     |     |     |   |  |  |  |  | Punti | Pos. |
| ---- | ------ | ------ | - | --- | --- | --- | -- | --- | --- | - | -- | - | --- | -- | - | - | --- | --- | --- | - |  |  |  |  | ----- | ---- |
| 2014 | MotoGP | Ducati | 6 | Rit | Inf | Rit | 11 | Rit | Rit | 9 | 10 | 8 | Rit | 12 | 9 | 3 | Rit | Rit | Rit | 5 |  |  |  |  | 74    | 13º  |

| 2015 | Classe | Moto  |   |   |   |   |     |     |     |   |   |   |     |     |    |   |   |   |   |   |  |  |  |  | Punti | Pos. |
| ---- | ------ | ----- | - | - | - | - | --- | --- | --- | - | - | - | --- | --- | -- | - | - | - | - | - |  |  |  |  | ----- | ---- |
| 2015 | MotoGP | Honda | 7 | 7 | 3 | 4 | Rit | Rit | Rit | 6 | 7 | 8 | Rit | Rit | 11 | 7 | 6 | 7 | 5 | 9 |  |  |  |  | 125   | 8º   |

| 2016 | Classe | Moto  |     |     |    |    |     |    |   |     |   |    |   |   |   |   |   |   |     |     |  |  |  |  | Punti | Pos. |
| ---- | ------ | ----- | --- | --- | -- | -- | --- | -- | - | --- | - | -- | - | - | - | - | - | - | --- | --- |  |  |  |  | ----- | ---- |
| 2016 | MotoGP | Honda | Rit | Rit | 16 | 11 | Rit | 11 | 6 | Rit | 2 | 15 | 1 | 2 | 8 | 5 | 5 | 1 | Rit | Rit |  |  |  |  | 141   | 7º   |

| 2017 | Classe | Moto  |     |   |   |     |   |     |    |   |    |   |    |   |    |     |     |   |    |   |  |  |  |  | Punti | Pos. |
| ---- | ------ | ----- | --- | - | - | --- | - | --- | -- | - | -- | - | -- | - | -- | --- | --- | - | -- | - |  |  |  |  | ----- | ---- |
| 2017 | MotoGP | Honda | Rit | 3 | 4 | Rit | 5 | Rit | 11 | 4 | 10 | 5 | 15 | 4 | 13 | Rit | Rit | 5 | 15 | 8 |  |  |  |  | 112   | 9º   |

| 2018 | Classe | Moto  |   |   |    |     |   |   |   |   |     |   |   |    |   |     |   |   |    |     |     |  |  |  | Punti | Pos. |
| ---- | ------ | ----- | - | - | -- | --- | - | - | - | - | --- | - | - | -- | - | --- | - | - | -- | --- | --- |  |  |  | ----- | ---- |
| 2018 | MotoGP | Honda | 4 | 1 | 19 | Rit | 8 | 6 | 4 | 6 | Rit | 5 | 4 | AN | 3 | Rit | 7 | 2 | NP | Inf | Inf |  |  |  | 148   | 7º   |

| 2019 | Classe | Moto  |   |    |     |   |   |   |     |   |   |   |     |   |     |   |    |   |   |     |     |  |  |  | Punti | Pos. |
| ---- | ------ | ----- | - | -- | --- | - | - | - | --- | - | - | - | --- | - | --- | - | -- | - | - | --- | --- |  |  |  | ----- | ---- |
| 2019 | MotoGP | Honda | 3 | 13 | Rit | 8 | 9 | 8 | Rit | 7 | 3 | 5 | Rit | 6 | Rit | 6 | 12 | 5 | 2 | Rit | Rit |  |  |  | 133   | 9º   |

| 2020 | Classe | Moto  |    |    |    |    |    |    |    |     |    |     |   |    |     |    |    |  |  |  |  |  |  |  | Punti | Pos. |
| ---- | ------ | ----- | -- | -- | -- | -- | -- | -- | -- | --- | -- | --- | - | -- | --- | -- | -- |  |  |  |  |  |  |  | ----- | ---- |
| 2020 | MotoGP | Honda | NE | NP | 13 | 13 | 15 | 17 | NP | Inf | 10 | Rit | 8 | 11 | Rit | 13 | 13 |  |  |  |  |  |  |  | 32    | 18º  |

| 2021 | Classe | Moto   |  |  |  |  |  |  |  |  |  |    |    |    |    |  |  |  |  |  |  |  |  |  | Punti | Pos. |
| ---- | ------ | ------ |  |  |  |  |  |  |  |  |  | -- | -- | -- | -- |  |  |  |  |  |  |  |  |  | ----- | ---- |
| 2021 | MotoGP | Yamaha |  |  |  |  |  |  |  |  |  | 17 | 17 | 17 | 16 |  |  |  |  |  |  |  |  |  | 0     |      |

| 2022 | Classe | Moto   |  |  |  |  |  |  |  |  |  |  |  |  |  |  |    |    |    |    |    |    |  |  | Punti | Pos. |
| ---- | ------ | ------ |  |  |  |  |  |  |  |  |  |  |  |  |  |  | -- | -- | -- | -- | -- | -- |  |  | ----- | ---- |
| 2022 | MotoGP | Yamaha |  |  |  |  |  |  |  |  |  |  |  |  |  |  | 14 | 15 | 19 | 13 | 12 | 16 |  |  | 10    | 25º  |

| 2023 | Classe | Moto   |  |  |  |  |  |  |  |  |  |  |  |  |  |    |  |  |  |  |  |  |  |  | Punti | Pos. |
| ---- | ------ | ------ |  |  |  |  |  |  |  |  |  |  |  |  |  | -- |  |  |  |  |  |  |  |  | ----- | ---- |
| 2023 | MotoGP | Yamaha |  |  |  |  |  |  |  |  |  |  |  |  |  | 13 |  |  |  |  |  |  |  |  | 3     | 29º  |

| Legenda | 1º posto        | 2º posto            | 3º posto            | A punti      | Senza punti        | Grassetto – Pole position Corsivo – Giro più veloce |
| Legenda | Gara non valida | Non qual./Non part. | Ritirato/Non class. | Squalificato | '-' Dato non disp. | Grassetto – Pole position Corsivo – Giro più veloce |